# Bătălia de la Debalțeve
Bătălia de la Debalțeve a fost o luptă din conflictul actual din Donbas, Ucraina. Separatiștii pro-ruși au pierdut controlul asupra localității așa că la 27 ianuarie 2015 au început eforturile pentru a-l recâștiga, ceea ce au reușit la 18 februarie,fortele ucrainene retragandu-se din imprejurimea orasului. Pierderile totale se ridica la cca.500 de morți si răniți.